# Szergej Olegovics Szirotkin
Szergej Olegovics Szirotkin (oroszul: Серге́й Оле́гович Сиро́ткин; Moszkva, 1995. augusztus 27. –) orosz autóversenyző, a 2011-es Formula Abarth Európa-bajnokság győztese. 2013 júliusában csatlakozott a Sauber csapatához orosz befektetők támogatásával azzal a céllal, hogy 2014-ben megkapja a csapat egyik versenyülését. 2015 és 2016 között a GP2-ben versenyzett, mindkétszer harmadik lett az év végi összetettben. 2016 és 2017 között a Renault tesztpilótája volt. 2018-ban a Williams versenyzője, 2019-ben Renault csapatának tesztpilótája.

## Pályafutása

### Gokart
Szirotkin 2008-ban kezdte meg gokartos pályafutását, előbb KF3-as géposztályban, majd 2010-től a KF2-esek között versenyezve.

### Formula Abarth
2010-ben mutatkozott be az olasz Formula Abarth versenysorozatban, ahol a Jenzer Motorsport színeiben hat futamon állt rajthoz. A Valelungában rendezett első versenyen mindjárt pontot szerzett, amit még háromszor tudott megismételni az évad során. Az év végén az összetett pontverseny 18. helyén végzett 12 ponttal.
2011-ben az olasz mellett az európai sorozatban is elindult, a Jenzer mellett a EURONOVA Racing istálló képviseletében. Az olasz bajnokságban négy versenyből hármon állt rajthoz, ezeken három dobogós helyezést gyűjtve második lett a bajnokságban Patric Niederhauser mögött. Az európai bajnokságban mind a 14 versenyen indult, ezek közül tízet dobogós helyen fejezve be 175 pontot gyűjtve, bajnoki címet szerzett.

### Auto GP
2012-ben Szirotkin részt vett az Auto GP széria küzdelmeiben és két győzelem mellett még hét dobogós helyezést ért el. 175 ponttal a harmadik helyen végzett a bajnokságban Adrian Quaife-Hobbs és Pål Varhaug mögött.

### Formula–3
Ugyanebben az évben indult még az Olasz Formula–3-as bajnokság futamain is, ahol az EURONAVA csapat autójával hétszer állhatott dobogóra, ezek közül a Hungaroringen annak legfelső fokára is felállhatott. Ennek köszönhetően a bajnokság ötödik helyén zárt 166 ponttal.

### Formula Renault 3.5
A Formula Renault 3.5 bajnokságban már 2012-ben is elindult két versenyen, 2013-ban pedig az ISR istálló színeiben 15 futamon állhatott rajthoz, csupán kettőt hagyott ki egész évben. Ötször végzett pontszerző helyen, a Hungaroringen és a Motorlendén dobogóra is állhatott, így 66 ponttal kilencedik helyen zárta az évet.
2014-ben a Fortec Motorsport istállóval minden futamon elindult és hazai pályán Moszkvában megnyerte a nyitófutamot, majd további három alkalommal léphetett fel a pódiumra. 132 ponttal az ötödik helyen zárta a bajnokságot.

### GP2
Miután a Formula–1-ben nem kapott versenyzői ülést, 2015-ben bejelentette, hogy a GP2-ben fog versenyezni a Rapax Team pilótájaként. Az első versenyét Silverstoneban mindjárt megnyerte, és további négy alkalommal állt dobogóra, amivel a bajnokságban bronzérmes lett 139 pontot szerezve.
2016-ban az ART Grand Prix-vel versenyezve két győzelmet szerzett a Hungaroringen és a Hockenheimringen  és további hat dobogós helyezést gyűjtve, 159 ponttal újra a bajnoki tabella harmadik helyén zárt.

### A Formula–1-ben
2013 júliusában Szirotkin csatlakozott a Sauber F1 Team csapatához azzal a céllal, hogy részt vegyen a pénteki szabadedzéseken, és 2014-ben megkaphassa a csapat egyik versenyülését. Utóbbi lehetőség végül nem valósult meg, mert a svájci istálló a mexikói Esteban Gutiérrezt választotta. 2014. április 8-án és október 10-én is kapott további tesztlehetőséget a Saubertől, utóbbi alkalommal hazai közönség előtt Szocsiban.
2016-ban bejelentették, hogy a Renault teszt- és tartalékpilótája lesz. Szeptemberben Valenciában tesztelt, és három pénteki szabadedzésen is részt vehetett Szocsiban és Interlagosban.
2018. január 16-án vált hivatalossá, hogy ő veszi át a visszavonuló Felipe Massa helyét a Williams istállónál.

### A Formula–1 után
2018. novemberében a Williams bejelentette, hogy elhagyja a csapatot és helyére Robert Kubica kerül. 2019. február 27-én a Renault bejelentette, hogy Szirotkin lesz a csapat tesztpilótája a 2019-es szezonban.

### Formula–E és DTM tesztek
2018 végén és 2019 elején lehetőséget kapott a Formula–E-ben a Mahindra Racing csapatánál a marrákesi verseny utáni újonc teszten, illetve a Német túraautó-bajnokság jerezi tesztjén is az Audi színeiben.

## Eredményei

### Karrier összefoglaló
| Év      | Bajnokság                        | Csapat                    | Versenyek      | Győzelmek      | Első rajtkockák | Leggyorsabb körök | Dobogós helyezések | Pontok         | Helyezés       |
| ------- | -------------------------------- | ------------------------- | -------------- | -------------- | --------------- | ----------------- | ------------------ | -------------- | -------------- |
| 2010    | Formula Abarth                   | Jenzer Motorsport         | 6              | 0              | 0               | 0                 | 0                  | 12             | 18.            |
| 2011    | Formula Abarth Európa-bajnokság  | Jenzer Motorsport         | 4              | 1              | 0               | 1                 | 3                  | 175            | 1.             |
| 2011    | Formula Abarth Európa-bajnokság  | Euronova Racing by Fortec | 10             | 4              | 1               | 2                 | 7                  | 175            | 1.             |
| 2011    | Formula Abarth Olasz bajnokság   | Jenzer Motorsport         | 8              | 0              | 0               | 0                 | 5                  | 136            | 2.             |
| 2011    | Formula Abarth Olasz bajnokság   | Euronova Racing by Fortec | 6              | 2              | 1               | 1                 | 4                  | 136            | 2.             |
| 2012    | Auto GP                          | Euronova Racing           | 14             | 2              | 1               | 5                 | 9                  | 175            | 3.             |
| 2012    | Olasz Formula–3 Európa-bajnokság | Euronova Racing by Fortec | 24             | 2              | 0               | 1                 | 6                  | 166            | 5.             |
| 2012    | Olasz Formula–3-as bajnokság     | Euronova Racing by Fortec | 18             | 0              | 0               | 0                 | 5                  | 116            | 6.             |
| 2012    | Formula Renault 3.5 Series       | BVM Target                | 2              | 0              | 0               | 0                 | 0                  | 0              | 35.            |
| 2013    | Formula Renault 3.5 Series       | ISR                       | 15             | 0              | 0               | 0                 | 2                  | 61             | 9.             |
| 2014    | Formula Renault 3.5 Series       | Fortec Motorsports        | 17             | 1              | 1               | 0                 | 4                  | 132            | 5.             |
| 2014    | Formula–1                        | Sauber F1 Team            | Tesztpilóta    | Tesztpilóta    | Tesztpilóta     | Tesztpilóta       | Tesztpilóta        | Tesztpilóta    | Tesztpilóta    |
| 2015    | GP2                              | Rapax                     | 22             | 1              | 1               | 1                 | 5                  | 139            | 3.             |
| 2016    | GP2                              | ART Grand Prix            | 22             | 2              | 3               | 3                 | 8                  | 159            | 3.             |
| 2016    | Formula–1                        | Renault Sport F1 Team     | Tesztpilóta    | Tesztpilóta    | Tesztpilóta     | Tesztpilóta       | Tesztpilóta        | Tesztpilóta    | Tesztpilóta    |
| 2017    | Formula–2                        | ART Grand Prix            | 2              | 0              | 0               | 0                 | 0                  | 9              | 20.            |
| 2017    | Formula–1                        | Renault Sport F1 Team     | Tesztpilóta    | Tesztpilóta    | Tesztpilóta     | Tesztpilóta       | Tesztpilóta        | Tesztpilóta    | Tesztpilóta    |
| 2017    | Le Mans-i 24 órás verseny        | SMP Racing                | 1              | 0              | 0               | 0                 | 0                  | —              | 16.            |
| 2018    | Formula–1                        | Williams                  | 21             | 0              | 0               | 0                 | 0                  | 1              | 20.            |
| 2018–19 | WEC                              | SMP Racing                | 3              | 0              | 0               | 0                 | 0                  | 12             | 23             |
| 2019    | Formula–1                        | Renault Sport F1 Team     | Tesztpilóta    | Tesztpilóta    | Tesztpilóta     | Tesztpilóta       | Tesztpilóta        | Tesztpilóta    | Tesztpilóta    |
| 2019    | Formula–1                        | McLaren                   | Tartalékpilóta | Tartalékpilóta | Tartalékpilóta  | Tartalékpilóta    | Tartalékpilóta     | Tartalékpilóta | Tartalékpilóta |

* A szezon jelenleg is zajlik.

### Teljes Auto GP eredménylistája
| Év   | Csapat          | 1        | 2       | 3     | 4       | 5       | 6     | 7        | 8       | 9       | 10      | 11      | 12      | 13      | 14      | Helyezés | Pont |
| ---- | --------------- | -------- | ------- | ----- | ------- | ------- | ----- | -------- | ------- | ------- | ------- | ------- | ------- | ------- | ------- | -------- | ---- |
| 2012 | Euronova Racing | MNZ 1 14 | MNZ 2 4 | VAL 1 | VAL 2 3 | MAR 1 6 | MAR 2 | HUN 1 13 | HUN 2 3 | ALG 1 3 | ALG 2 3 | CUR 1 3 | CUR 2 4 | SNM 1 3 | SNM 2 1 | 3.       | 175  |

### Teljes Formula Renault 3.5 Series eredménylistája
| Év   | Csapat             | 1        | 2         | 3       | 4        | 5        | 6        | 7        | 8        | 9        | 10       | 11      | 12       | 13       | 14       | 15       | 16       | 17       | Helyezés | Pont |
| ---- | ------------------ | -------- | --------- | ------- | -------- | -------- | -------- | -------- | -------- | -------- | -------- | ------- | -------- | -------- | -------- | -------- | -------- | -------- | -------- | ---- |
| 2012 | BVM Target         | ARA 1    | ARA 2     | MON 1   | SPA 1    | SPA 2    | NÜR 1    | NÜR 2    | MSC 1 20 | MSC 2 Ki | SIL 1    | SIL 2   | HUN 1    | HUN 2    | LEC 1    | LEC 2    | CAT 1    | CAT 2    | 35.      | 0    |
| 2013 | ISR                | MNZ 1 Ki | MNZ 2 19† | ARA 1 4 | ARA 2    | MON 1 22 | SPA 1 18 | SPA 2 8  | MSC 1 Ni | MSC 2 11 | RBR 1 Ki | RBR 2 4 | HUN 1 3  | HUN 2 12 | LEC 1 Vi | LEC 2 Ki | CAT 1 Ki | CAT 2 Ki | 9.       | 61   |
| 2014 | Fortec Motorsports | MNZ 1 7  | MNZ 2 3   | ARA 1 8 | ARA 2 Ki | MON 1 Ki | SPA 1 Ki | SPA 2 Ki | MSC 1    | MSC 2 4  | NÜR 1 3  | NÜR 2 4 | HUN 1 14 | HUN 2 Ki | LEC 1 4  | LEC 2 7  | JER 1 3  | JER 2 5  | 5.       | 132  |

† A versenyt nem fejezte be, de helyezését értékelték, mert a versenytáv több, mint 90%-át teljesítette.

### Teljes GP2-es eredménysorozata
(Félkövér: pole-pozíció, dőlt: leggyorsabb kör, a színkódokról részletes információ itt található)
| Év   | Csapat         | 1           | 2           | 3          | 4          | 5         | 6         | 7          | 8         | 9          | 10         | 11        | 12        | 13        | 14        | 15         | 16         | 17         | 18         | 19         | 20         | 21         | 22        | Helyezés | Pont |
| ---- | -------------- | ----------- | ----------- | ---------- | ---------- | --------- | --------- | ---------- | --------- | ---------- | ---------- | --------- | --------- | --------- | --------- | ---------- | ---------- | ---------- | ---------- | ---------- | ---------- | ---------- | --------- | -------- | ---- |
| 2015 | Rapax          | BHR1 FEA 12 | BHR1 SPR 14 | ESP FEA 16 | ESP SPR 10 | MON FEA 5 | MON SPR 3 | AUT FEA 2  | AUT SPR 4 | GBR FEA 1  | GBR SPR 8  | HUN FEA 3 | HUN SPR 3 | BEL FEA 9 | BEL SPR 6 | ITA FEA Ki | ITA SPR 5  | RUS FEA 4  | RUS SPR 21 | BHR2 FEA 5 | BHR2 SPR 4 | UAE FEA 13 | UAE SPR T | 3.       | 139  |
| 2016 | ART Grand Prix | ESP FEA Ki  | ESP SPR 11  | MON FEA Ki | MON SPR Ki | EUR FEA 2 | EUR SPR 3 | AUT FEA 12 | AUT SPR 6 | GBR FEA 18 | GBR SPR 21 | HUN FEA 3 | HUN SPR 1 | GER FEA 1 | GER SPR 2 | BEL FEA 9  | BEL SPR 16 | ITA FEA 14 | ITA SPR Ki | MAL FEA 2  | MAL SPR Hn | UAE FEA 4  | UAE SPR 3 | 3.       | 159  |

### Teljes FIA Formula–2-es eredménysorozata
(Táblázat értelmezése)

(Félkövér: pole-pozícióból indult; dőlt: leggyorsabb kört futott) 

| Év   | Csapat         | 1       | 2       | 3       | 4       | 5       | 6       | 7          | 8         | 9       | 10      | 11      | 12      | 13      | 14      | 15      | 16      | 17      | 18      | 19      | 20      | 21      | 22      | Helyezés | Pont |
| ---- | -------------- | ------- | ------- | ------- | ------- | ------- | ------- | ---------- | --------- | ------- | ------- | ------- | ------- | ------- | ------- | ------- | ------- | ------- | ------- | ------- | ------- | ------- | ------- | -------- | ---- |
| 2017 | ART Grand Prix | BHR FEA | BHR SPR | ESP FEA | ESP SPR | MON FEA | MON SPR | AZE FEA 10 | AZE SPR 4 | AUT FEA | AUT SPR | GBR FEA | GBR SPR | HUN FEA | HUN SPR | BEL FEA | BEL SPR | ITA FEA | ITA SPR | JER FEA | JER SPR | UAE FEA | UAE SPR | 20.      | 9    |

### Teljes Formula–1-es eredménysorozata
(Táblázat értelmezése)

(Félkövér: pole-pozícióból indult; dőlt: leggyorsabb kört futott) 

| Év   | Csapat   | 1      | 2      | 3      | 4      | 5      | 6      | 7      | 8      | 9      | 10     | 11     | 12     | 13     | 14     | 15     | 16     | 17     | 18     | 19     | 20     | 21     | Helyezés | Pont |
| ---- | -------- | ------ | ------ | ------ | ------ | ------ | ------ | ------ | ------ | ------ | ------ | ------ | ------ | ------ | ------ | ------ | ------ | ------ | ------ | ------ | ------ | ------ | -------- | ---- |
| 2014 | Sauber   | AUS    | MAL    | BHR    | CHN    | ESP    | MON    | CAN    | AUT    | GBR    | GER    | HUN    | BEL    | ITA    | SIN    | JPN    | RUS Tp | USA    | BRA    | UAE    |        |        | –        | –    |
| 2016 | Renault  | AUS    | BHR    | CHN    | RUS Tp | ESP    | MON    | CAN    | EUR    | AUT    | GBR    | HUN    | GER    | BEL    | ITA    | SIN    | MAL    | JPN    | USA    | MEX    | BRA Tp | UAE    | –        | –    |
| 2017 | Renault  | AUS    | CHN    | BHR    | RUS Tp | ESP Tp | MON    | CAN    | AZE    | AUT Tp | GBR    | HUN    | BEL    | ITA    | SIN    | MAL Tp | JPN    | USA    | MEX    | BRA    | UAE    |        | –        | –    |
| 2018 | Williams | AUS Ki | BHR 15 | CHN 15 | AZE Ki | ESP 14 | MON 16 | CAN 17 | FRA 15 | AUT 13 | GBR 14 | GER Ki | HUN 16 | BEL 12 | ITA 10 | SIN 19 | RUS 18 | JPN 16 | USA 13 | MEX 13 | BRA 16 | UAE 15 | 20.      | 1    |

### Le Mans-i 24 órás autóverseny
| Év   | Csapat     | Csapattárs                       | Autó                   | Kategória | Kör | Összetett Helyezés | Kategória Helyezés |
| ---- | ---------- | -------------------------------- | ---------------------- | --------- | --- | ------------------ | ------------------ |
| 2017 | SMP Racing | Mihail Aljosin Viktor Shaitar    | Dallara P217-Gibson    | LMP2      | 330 | 33.                | 16.                |
| 2019 | SMP Racing | Stéphane Sarrazin Jegor Orudzsev | BR Engineering BR1-AER | LMP1      | 163 | Kiesett            | Kiesett            |

### Teljes FIA World Endurance Championship eredménysorozata
(Táblázat értelmezése)

(Félkövér: pole-pozícióból indult; dőlt: leggyorsabb kört futott) 

| Év      | Csapat     | Osztály | Kasztni            | Motor                   | 1   | 2   | 3   | 4   | 5   | 6      | 7     | 8      | Helyezés | Pont |
| ------- | ---------- | ------- | ------------------ | ----------------------- | --- | --- | --- | --- | --- | ------ | ----- | ------ | -------- | ---- |
| 2018–19 | SMP Racing | LMP1    | BR Engineering BR1 | AER P60B 2.4 L Turbo V6 | SPA | LMS | SIL | FUJ | SHA | SEB Hn | SPA 4 | LMS Ki | 23.      | 12   |